# Elecciones legislativas de Hong Kong de 2021
 Las Elecciones al Consejo Legislativo de Hong Kong de 2021 están programadas para el 19 de diciembre de 2021 y permitirán seleccionar al 7º Consejo Legislativo de Hong Kong (LegCo). Con el nuevo marco impuesto por el Comité Permanente de la Asamblea Popular Nacional China en marzo de 2021, se modifica el sistema electoral. El número total de escaños del Consejo Legislativo pasará de 70 a 90, 20 de los cuales proceden de las circunscripciones geográficas (CG) de elección directa (antes eran 35); se mantienen 30 escaños de las circunscripciones funcionales de elección indirecta basadas en el comercio, mientras que un número adicional de 40 escaños será elegido por el Comité Electoral, de los cuales todos los miembros, excepto uno, están asociados al bando pro-Pekín tras las elecciones del Comité Electoral de 2021, lo que significa que el campo pro-pekin solo necesita seis escaños más de los 50 restantes para obtener la mayoría.
Originalmente programadas para el 6 de septiembre de 2020, la jefa del Ejecutivo Carrie Lam pospuso las elecciones, citando la pandemia de COVID-19 cinco semanas antes de la fecha prevista. Este retraso fue visto como un golpe para los prodemócratas que esperaban lograr una mayoría de "35+" en la legislatura por primera vez, tras su aplastante victoria en las elecciones locales de 2019 y la ola de protestas masivas contra el gobierno. Tras el aplazamiento, el CPAPN destituyó a cuatro legisladores prodemocráticos, lo que desencadenó la dimisión masiva del bando opositor, mientras que la policía hizo una redada en los medios de comunicación prodemocráticos y arrestó a 55 líderes de la oposición que participaron en las primarias en virtud de la recién impuesta ley de seguridad nacional.

## Historia

### Posposición de las elecciones
Programadas originalmente para el 6 de septiembre de 2020, el resurgimiento de los casos de COVID-19 en julio desató las especulaciones sobre el posible retraso de las elecciones. Tam Yiu-chung, el único representante de Hong Kong en el Comité Permanente de la Asamblea Popular Nacional (CPAPN), sugirió que el gobierno no debería descartar el aplazamiento de las próximas elecciones, negando cualquier crítica de que el bando pro-Pekín temiera perder las elecciones.
El 31 de julio, último día del periodo de presentación de candidaturas, la jefa del Ejecutivo, Carrie Lam, anunció la invocación de la Ordenanza de Regulación de Emergencia, que le otorgaba poderes de emergencia para posponer las elecciones. El 11 de agosto, el CPAPN aprobó por unanimidad la decisión de prorrogar el mandato del actual VI Consejo Legislativo por un periodo no inferior a un año.
El retraso se consideró un golpe para los prodemócratas, que pretendían conseguir una mayoría de "35+" tras su victoria aplastante en las elecciones locales de 2019, gracias a una ola de protestas masivas contra el gobierno y a la preocupación por la nueva ley de seguridad nacional impuesta por Pekín en Hong Kong. También se consideró como la última de una rápida serie de medidas agresivas de las autoridades de Pekín para frustrar su impulso y dejar de lado el movimiento prodemocrático. Los prodemócratas acusaron a Lam de utilizar la pandemia como pretexto para impedir que la gente votara y advirtieron de que hacerlo "desencadenaría una crisis constitucional en la ciudad".

### Represión de la oposición
El 30 de junio de 2020, el CPAPN promulgó la ley de seguridad nacional para prohibir el "separatismo, la subversión, el terrorismo y la injerencia extranjera" en Hong Kong, intentando contrarrestar las recientes protestas generalizadas y el movimiento prodemocrático. El 10 de agosto de 2020, el Departamento de Seguridad Nacional de la Policía de Hong Kong allanó las oficinas de Next Digital, empresa matriz del destacado periódico prodemocrático Apple Daily. El fundador de Next Digital y activista prodemocrático Jimmy Lai fue detenido y posteriormente acusado de violar la ley de seguridad nacional.
En noviembre, el CPAPN prohibió a los miembros del Consejo Legislativo apoyar la independencia de Hong Kong, negarse a reconocer la soberanía de Pekín sobre Hong Kong, buscar ayuda de "países o fuerzas extranjeras para interferir en los asuntos de la región" o cometer "otros actos que pongan en peligro la seguridad nacional". En consecuencia, cuatro legisladores en activo, Alvin Yeung, Kwok Ka-ki, Dennis Kwok y Kenneth Leung, cuyas candidaturas fueron invalidadas por la Mesa Electoral en las elecciones pospuestas de septiembre, fueron expulsados de la legislatura con efecto inmediato. Tras la inhabilitación, los 15 legisladores prodemocracia restantes anunciaron su dimisión en protesta por la decisión. Si se suman las inhabilitaciones y dimisiones anteriores, el número total de vacantes saltó a 27, haciendo que la oposición del LegCo prácticamente desapareciese.
En enero de 2021, 53 activistas prodemocráticos, ex legisladores de la oposición, trabajadores sociales y académicos fueron arrestados por el Departamento de Seguridad Nacional de la Policía de Hong Kong en virtud de la ley de seguridad nacional por celebrar y presentarse a las primarias para las elecciones generales al Consejo Legislativo. El ministro de Seguridad acusó a los activistas de la oposición de "subvertir el poder del Estado" por la celebración de las primarias y dijo que eran sospechosos de "conspirar para obtener 35 o más escaños en el Consejo Legislativo con el fin de ... forzar la dimisión del Jefe del Ejecutivo, así como de paralizar por completo el Gobierno de la RAEHK, ... de paralizar el Gobierno y de interferir gravemente, perturbar y socavar el desempeño de los deberes y funciones gubernamentales".
El 20 de mayo, el ex legislador Eddie Chu, detenido en virtud de la ley de seguridad nacional, disolvió su "Equipo Chu Hoi-dick de los Nuevos Territorios Occidentales".  On 26 June, los Neo Demócratas, afiliados al ex legislador detenido Gary Fan, anunciaron su disolución alegando el ambiente político tras la aplicación de la ley de seguridad nacional.  El 24 de junio, el mayor periódico prodemocrático de Hong Kong, Apple Daily, se vio obligado a cerrar después de que la policía detuviera al editor jefe y a otros cinco ejecutivos y congelara los activos de la empresa por considerar que el periódico había infringido la nueva LSN. Aproximadamente un mes después, el Hong Kong Professional Teachers' Union, el mayor sindicato individual de la ciudad (95.000 miembros), anunció el 10 de agosto de 2021 que se disolvería tras los ataques de los medios de comunicación estatales chinos que describían al sindicato como un "tumor venenoso" que debía ser "erradicado" durante más de una semana. El 15 de agosto, la coalición de protesta Civil Human Rights Front (CHRF), que había organizado algunas de las mayores manifestaciones prodemocráticas de la historia de Hong Kong, decidió disolverse, alegando la opresión a la que se enfrentaban sus grupos miembros y también los "desafíos sin precedentes" que tenía la sociedad civil. Le siguió la Alianza de Hong Kong en apoyo de los movimientos democráticos patrióticos en China en septiembre, después de que este mes se congelaran sus activos por valor de 2,2 millones de dólares hongkoneses y se acusara al grupo de incitar a la subversión y de ser "un agente de fuerzas extranjeras" en virtud de la ley de seguridad nacional. La Confederación de Sindicatos de Hong Kong (HKCTU), el mayor sindicato independiente de Hong Kong, también se disolvió en octubre después de que los medios de comunicación pro-Pekín sugirieran que el sindicato era un "agente extranjero" o que estaba "en connivencia con fuerzas extranjeras" debido a su afiliación a la Confederación Sindical Internacional. (CSI).
En mayo de 2021, el gobierno de la RAE aprobó la Ordenanza de Cargos Públicos, que ampliaba los requisitos de juramento de fidelidad a los concejales de distrito, entre otros cargos públicos. En medio de los informes que sugerían que se pediría a los concejales que devolvieran sus sueldos devengados si se consideraba que sus juramentos eran inválidos, 278 concejales prodemócratas dimitieron antes de que se les pidiera que prestaran el juramento. Como resultado, los juramentos de 49 concejales prodemócratas se consideraron inválidos y fueron destituidos de su cargo, dejando vacantes más del 70% de los escaños en los 18 Consejos de Distrito y anulando efectivamente la victoria prodemocrática en las elecciones de 2019.

## Nuevo sistema electoral
| 2016 (70 escaños) Distritos electorales geográficos por sufragio universal directo (35) Superescaños (5) Distritos electorales en función del comercio, electos indirectamente (30) | 2021 (90 escaños) Distritos electorales geográficos por sufragio universal directo (20) Distritos electorales en función del comercio, electos indirectamente (30) Distrito electoral del Comité electoral, de nueva creación y elección indirecta (40) |

El 11 de marzo de 2021, la Asamblea Popular Nacional aprobó una resolución que reescribía las normas electorales en Hong Kong para imponer un sistema más restrictivo, alegando la necesidad de garantizar el "patriotismo". El nuevo sistema electoral se enmarcó además en la decisión del 30 de marzo del Comité Permanente de la Asamblea Popular Nacional, que modificó tanto el Anexo I como el Anexo II de la Ley Básica de Hong Kong que especifica los métodos electorales para escoger al Jefe Ejecutivo y al Consejo Legislativo, respectivamente.

Cambios a la composición del Consejo Legislativo
2016 (70 escaños)
Distritos electorales geográficos por sufragio universal directo (35)
Superescaños (5)
Distritos electorales en función del comercio, electos indirectamente (30)
2021 (90 escaños)
Distritos electorales geográficos por sufragio universal directo (20)
Distritos electorales en función del comercio, electos indirectamente (30)
Distrito electoral del Comité electoral, de nueva creación y elección indirecta (40)

Bajo el nuevo sistema, el número de escaños del Consejo Legislativo pasaría de 70 a 90, pero el número de escaños de Circunscripción Geográfica, elegidos directamente, se reduciría de 35 a 20, mientras que los escaños llamados Funcionales, elegidos indirectamente por el comercio, seguirían siendo 30, y el Comité Electoral, controlado por Pekín, elegiría 40 escaños del Consejo Legislativo. Los cinco "Superescaños" introducidos en la Reforma Electoral de 2010 y elegidos por sufragio universal entre los votantes que no dispusieran de aficiación al voto a un Escaño Funcional serán eliminados.
En cuanto a las circunscripciones funcionales, se eliminan las de Consejo de Distrito,  bajo el control de los prodemócratas desde su victoria en 2019, mientras que otro bastión prodemocrático, la Circunscripción Funcional de Servicios de Salud se fusionaría con la de los Médicos y la de Tecnología de la Información para diluir su poder. Se crearían tres nuevas circunscripciones, a saber, Comercial, Tecnología e Innovación, y la de diputados de Hong Kong en la Asamblea Popular Nacional y otras organizaciones nacionales pertinentes.
Los 20 escaños restantes de elección directa se dividirían en 10 circunscripciones geográficas en las que se elegirían dos miembros por circunscripción, bajo el sistema de voto único no transferible. Cada candidato debe recibir nominaciones de al menos dos pero no más de cuatro miembros de cada sector del Comité Electoral. Se creará un Comité de Revisión de la Elegibilidad de los Candidatos para revisar y confirmar la elegibilidad de los candidatos tomando en cuenta la opinión del Comité para la Salvaguarda de la Seguridad Nacional y la revisión del Departamento de Seguridad Nacional de la Policía de Hong Kong. La decisión del Comité de Revisión no podrá ser impugnada legalmente.
La Jefa del Ejecutivo Carrie Lam anunció un nuevo aplazamiento de las elecciones al Consejo Legislativo, de las inicialmente previstas para septiembre a las de diciembre, intercambiándolas con las Elecciones al Comité Electoral, ya que la reintroducción de los escaños del Comité Electoral en el Consejo Legislativo obligaban a escoger a este antes de definir el nuevo Consejo Legislativo. Las próximas elecciones a Jefe Ejecutivo se celebrarán en marzo de 2022, tal y como estaba previsto inicialmente.
En abril, la administración de la RAE dio a conocer el Proyecto de Ley de Mejora del Sistema Electoral, que incluía una serie de cambios en la Ordenanza de Elecciones sobre Conducta Corrupta e Ilegal que "regularía los actos que manipulan o socavan las elecciones", criminalizando a cualquiera que incite a los demás a no votar o a emitir votos en blanco o nulos. Los infractores podrían ser condenados a hasta tres años de prisión.

## Boicot del Campo Prodemocracia
Los prodemócratas sufrieron un gran golpe tras la detención masiva, la dimisión, la inhabilitación y el éxodo a la luz de la ley de seguridad nacional. Muchos de ellos creyeron que se había extinguido el espacio para participar en el renovado panorama político. La Liga de Socialdemócratas (LSD) anunció el 1 de junio de 2021 que boicotearía las elecciones después de que su líder Raphael Wong acusara al Partido Comunista Chino de "pretender acabar con los disidentes", lo que se produjo tras las detenciones de sus vicepresidentes Leung Kwok-hung y Jimmy Sham en virtud de la Ley de Seguridad Nacional y la condena del secretario Avery Ng por asamblea no autorizada.
Los otros dos partidos prodemocráticos moderados, el Partido Democrático y la Asociación para la Democracia y el Sustento del Pueblo de Hong Kong (ADPL), estaban relativamente abiertos a presentarse a las elecciones. El Partido Democrático estaba dividido, con el ex legislador Fred Li haciendo campaña a favor de participar en las elecciones, mientras que la mayoría abogaba por no presentar candidatos. El veterano de la Alianza Democrática para la Mejora y el Progreso de Hong Kong (DAB) pro-Pekin, el veterano Lo Man-tuen, había advertido a los demócratas que no boicotearan las elecciones, sugiriendo que podría violar la ley de seguridad nacional.  En septiembre, el partido decidió establecer un mecanismo para evaluar a los miembros que desearan presentarse. Sin embargo, una vez finalizado el periodo de presentación de candidaturas el 11 de octubre de 2021, ningún demócrata se inscribió para presentarse después de que Han Dongfang, el único miembro que reveló su intención de disputar un escaño, no consiguiera suficientes candidaturas. Quedó claro que la posibilidad de que los demócratas se presentaran de nuevo a las elecciones había terminado cuando los ex legisladores James To y Roy Kwong fueron destituidos de los Consejos de Distrito después de que sus juramentos fueran considerados inválidos por el gobierno, que les prohibió presentarse a las elecciones en los próximos cinco años.

## Encuestas de Opinión

### Por campo
| Fecha                    | Encuestadora               | Tamaño muestral            | Prodemocracia | Pro-Beijing | Otros | Ventaja |
| ------------------------ | -------------------------- | -------------------------- | ------------- | ----------- | ----- | ------- |
| 19–22 de octubre de 2020 | HKPORI                     | 1,020                      | 46%           | 13%         | 35%   | 33%     |
| 30 de agosto de 2020     | HKPORI                     | 1,007                      | 57%           | 25%         | 19%   | 32%     |
| 15–18 de junio de 2020   | HKPORI                     | 1,002                      | 53%           | 29%         | 18%   | 24%     |
| 17–20 de marzo de 2020   | HKPORI                     | 1,001                      | 58%           | 22%         | 20%   | 36%     |
|                          |                            |                            |               |             |       |         |
| 4 de septiembre de 2016  | Resultados elecciones 2016 | Resultados elecciones 2016 | 55.0%         | 40.2%       | 4.9%  | 14.9%   |